# نموذج 990
نموذج 990 ويعرف رسميًا إقرار المنظمة المعفاة من ضريبة الدخل (بالإنجليزية: Return of Organization Exempt From Income Tax)‏ هو نموذجٌ لدائرة الإيرادات الداخليَّة [الإنجليزية] للولايات المتحدة يوفر للجمهور معلوماتٍ حول أي منظمة غير ربحية. كما تستخدمه الوكالات الحكوميَّة لمنع المنظمات من إساءة استخدام وضعها المعفي من الضرائب. بعض المنظمات غير الربحيَّة، مثل المستشفيات ومنظمات الرعاية الصحيَّة الأخرى، لديها متطلبات إعداد تقارير أكثر شمولًا.